# Alfredo Saldívar
Alejandro „Pollo” Saldívar Medina (ur. 9 lutego 1990 w mieście Meksyk) – meksykański piłkarz występujący na pozycji bramkarza, obecnie zawodnik Pumas UNAM.

## Kariera klubowa
Saldívar pochodzi ze stołecznego miasta Meksyk i jest wychowankiem akademii juniorskiej tamtejszego klubu Pumas UNAM. Do pierwszej drużyny został włączony jako dwudziestolatek przez szkoleniowca Guillermo Vázqueza i w meksykańskiej Primera División zadebiutował 14 sierpnia 2010 w przegranym 2:5 spotkaniu z Monterrey, na początku drugiej połowy zmieniając wyrzuconego z boiska Alejandro Palaciosa. Przez kolejne dwa i pół roku pozostawał jednak wyłącznie trzecim bramkarzem – po Palaciosie i Odínie Patiño – regularnie występując za to w drugoligowych rezerwach o nazwie Pumas Morelos. W styczniu 2013, po odejściu Patiño, awansował na pozycję drugiego golkipera, zaś w październiku 2014 na okres aż siedmiu miesięcy wskoczył między słupki Pumas, wskutek poważnej kontuzji Palaciosa. Po jego rekonwalescencji powrócił jednak na ławkę rezerwowych i z tej perspektywy zdobył ze swoją ekipą wicemistrzostwo Meksyku w jesiennym sezonie Apertura 2015.

## Kariera reprezentacyjna
W marcu 2007 Saldívar został powołany przez szkoleniowca Jesúsa Ramíreza do reprezentacji Meksyku U-17 na Mistrzostwa Ameryki Północnej U-17. Na honduraskich boiskach wystąpił w pierwszym z trzech spotkań, z Salwadorem (2:2), po czym stracił miejsce w składzie na rzecz Hugo Gonzáleza. Jego kadra narodowa spisała się natomiast znacznie poniżej oczekiwań – zanotowała wówczas komplet remisów i zajęła trzecie miejsce w grupie, wobec czego nie zdołała zakwalifikować się na Mistrzostwa Świata U-17 w Korei Płd.

## Statystyki kariery
| Pumas CCH       | 2007–2008 | Meksyk | Tercera División | 14  | 0 | —  | — | —        | — | — | 14  | 0 |
| Prepa Pumas     | 2007–2008 | Meksyk | Segunda División | 22  | 0 | —  | — | —        | — | — | 22  | 0 |
| Prepa Pumas     | 2008–2009 | Meksyk | Segunda División | 21  | 0 | —  | — | —        | — | — | 21  | 0 |
| Pumas Naucalpan | 2009–2010 | Meksyk | Segunda División | 5   | 0 | —  | — | —        | — | — | 5   | 0 |
| Pumas Morelos   | 2009–2010 | Meksyk | Ascenso MX       | 4   | 0 | —  | — | —        | — | — | 4   | 0 |
| Pumas Morelos   | 2010–2011 | Meksyk | Ascenso MX       | 28  | 0 | —  | — | —        | — | — | 28  | 0 |
| Pumas Morelos   | 2011–2012 | Meksyk | Ascenso MX       | 23  | 0 | —  | — | —        | — | — | 23  | 0 |
| Pumas Morelos   | 2012–2013 | Meksyk | Ascenso MX       | 12  | 0 | 6  | 0 | —        | — | — | 18  | 0 |
| UNAM            | 2010–2011 | Meksyk | Liga MX          | 1   | 0 | —  | — | —        | — | — | 1   | 0 |
| UNAM            | 2011–2012 | Meksyk | Liga MX          | 0   | 0 | —  | — | —        | — | — | 0   | 0 |
| UNAM            | 2012–2013 | Meksyk | Liga MX          | 0   | 0 | 6  | 0 | —        | — | — | 6   | 0 |
| UNAM            | 2013–2014 | Meksyk | Liga MX          | 0   | 0 | 10 | 0 | —        | — | — | 10  | 0 |
| UNAM            | 2014–2015 | Meksyk | Liga MX          | 24  | 0 | 6  | 0 | —        | — | — | 30  | 0 |
| UNAM            | 2015–2016 | Meksyk | Liga MX          | 6   | 0 | 2  | 0 | CL       | 2 | 0 | 10  | 0 |
| UNAM            | 2016–2017 | Meksyk | Liga MX          | 0   | 0 | —  | — | LMC      | 0 | 0 | 0   | 0 |
| Ogółem          | Ogółem    | Ogółem | Ogółem           | 160 | 0 | 24 | 0 | CL + LMC | 2 | 0 | 186 | 0 |

Legenda:
- CL – Copa Libertadores
- LMC – Liga Mistrzów CONCACAF